# Société philotechnique
La Société philotechnique est une société savante fondée en 1795, déclarée établissement d'utilité publique par décret impérial du 11 mars 1861, avec pour objet de lutter contre le « vandalisme » et la défense des « saines traditions littéraires et artistiques ».

## Historique
En 1832, la Société philotechnique de Paris est composée de soixante membres « résidans », de dix membres honoraires, et de trente associés libres répartis dans trois classes : sciences, lettres et beaux-arts. Elle a un nombre illimité de correspondants. Les membres ont l'obligation de communiquer, dans le semestre qui suit leur admission, puis au moins une fois par an, un ouvrage ou un fragment inédit. La société se réunit trois fois par mois et tient deux séances publiques par an, lors desquelles est lu le rapport des activités qui est ultérieurement mis à disposition sous forme imprimée. Ces séances sont suivies de lectures en vers et en prose et d'un concert.